# Dinotrema catharinae
Dinotrema catharinae är en stekelart som först beskrevs av Fischer 1973.  Dinotrema catharinae ingår i släktet Dinotrema och familjen bracksteklar. Inga underarter finns listade i Catalogue of Life.